# 10 Upper Bank Street
10 Upper Bank Street – wieżowiec we wschodnim Londynie, w Wielkiej Brytanii, w kompleksie biurowym Canary Wharf. Ukończono go i otwarto w 2003 roku, ma 32 kondygnacje i mierzy 151 metrów.